# 우들리역
우들리역(Woodley)은 로스앤젤레스 메트로 버스웨이의 주황선의 역중 하나이다. 남북으로 이동하며 동서 버스 노선을 가로지르는 인접의 우들리 애비뉴(Woodley Avenue)의 이름을 따서 명명되었다. 역은 샌 페르난도 밸리에 있는 로스앤젤레스 밴나이즈 지구에 있다

## 운행 정보

### 역 구조
| 동행 | 주황선 | 채츠워스 방면 (발보아)       |
| 서행 | 주황선 | 노스할리우드 방면 (세풀베다) |

### 메트로 버스웨이 운행 정보
메트로 버스웨이 주황선은 매일 24시간 운행한다.

### 연결 가능한 버스노선
- 메트로 로컬: 164, 237

## 인근 역세권

### 명소
- 메트로 오렌지 라인 자전거 경로 - 역에 인접.
- 세풀베다 댐(Sepulveda Dam) Basin Wildlife Preserve
- 스이호엔(일본어: 水芳園, The Japanese Garden)
- 우들리호 골프 코스(Woodley Lakes Golf Course)
- 우들리 애비뉴 공원(Woodley Avenue Park)
- 파크레인 센터(Parklane Center)
- 우들리 파크 양궁장(Woodley Park Archery Range)

### 상점
- Darts & Things

### 식당
- Springbok Bar & Grill
- Panos Char Broiler
- Vallarta Supermarket